# Onze-Lieve-Vrouw van Walsingham

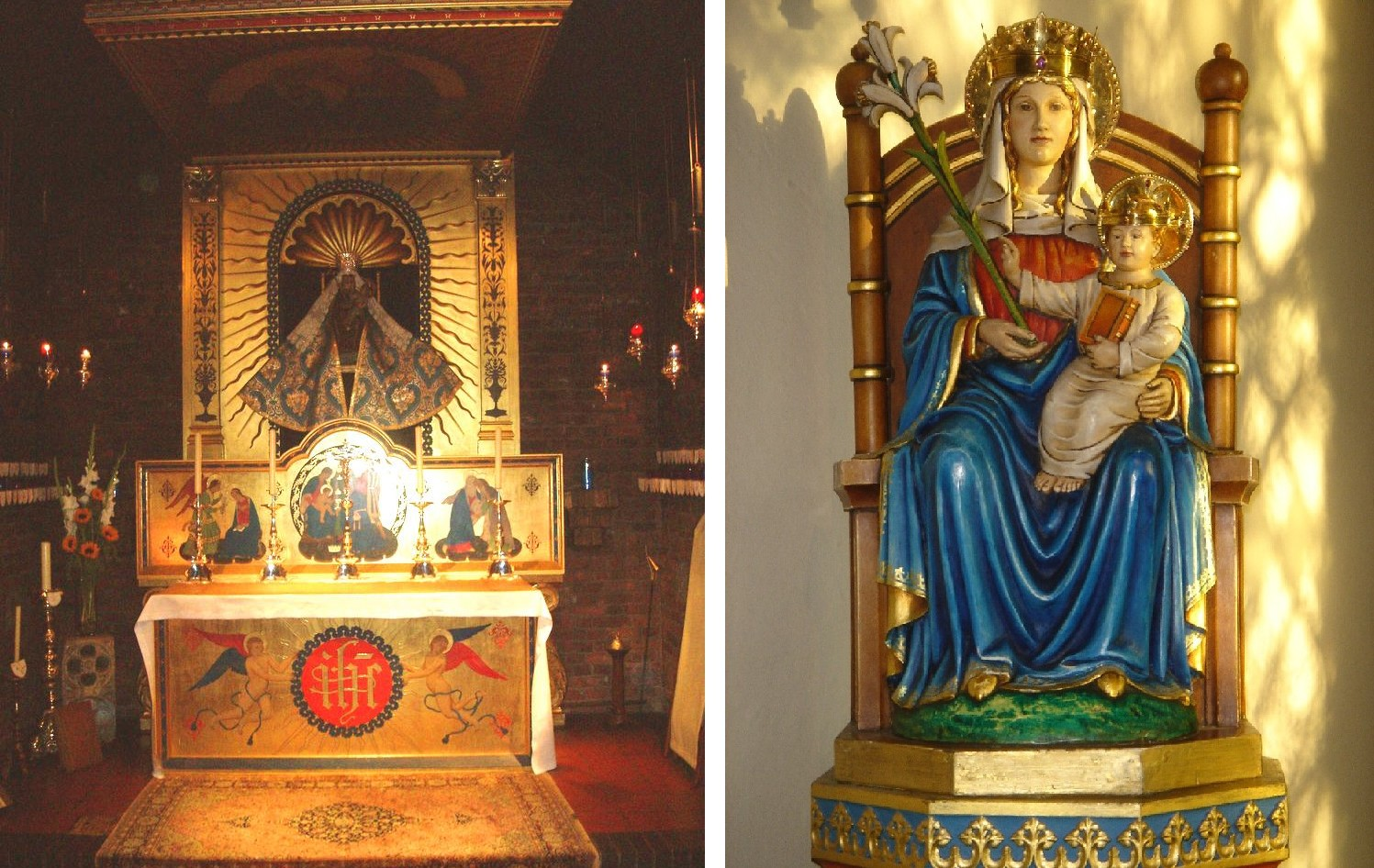
Onze Lieve Vrouw van Walsingham

Onze Lieve Vrouw van Walsingham, of Maagd ter Zee, is een titel van Maria, zoals die gebruikt wordt in de Mariabedevaartplaats Walsingham in het Engelse graafschap Norfolk.

## Geschiedenis
Volgens de overlevering verscheen in 1061 Onze Lieve Vrouw aan Lady Richeldis de Faverches, vrouwe van Walsingham (nabij Norfolk) en gaf haar de opdracht om in Norfolk een replica te bouwen van het Heilig Huis (het huis van Maria - zie Basiliek van het Heilig Huis), waarin de aankondiging van de geboorte van Jezus plaatsvond. Richeldis volgde onmiddellijk deze opdracht op en bouwde een huis met exact de afmetingen zoals aangegeven op het plan dat Maria haar gegeven had. Het huis werd een bedevaartsoord en in 1150 bouwde een groep augustijnen een priorij in de omgeving. De plaats was eeuwenlang een pelgrimsoord voor alle bevolkingsgroepen.
In 1534 was de priorij van Walsingham een der eerste kloosters die de Eed van Suprematie aflegde, waarbij Hendrik VIII erkend werd als hoofd van de Kerk van Engeland. Dissenters binnen de kloostergemeenschap werden geëxecuteerd. In 1538 werd het huis ontdaan van waardevolle voorwerpen. Het beeld van de Maria werd naar Londen gebracht om te worden verbrand. De gebouwen werden gedurende drie eeuwen als stal gebruikt.
In 1896 kocht Charlotte Boyd de Slipper Chapel en schok haar aan de nabijgelegen abdij. Paus Leo XIII herstichtte in 1897 het oude heiligdom van Onze Lieve Vrouw van Walsingham, waardoor de plaats opnieuw bedevaartsoord werd. Een nieuw beeld van Onze Lieve Vrouw van Walsingham werd in 1922 in een schrijn geplaatst. Dit heiligdom werd het begin werd van een periode van samenwerking tussen katholieken en anglicanen. In 1981 werd nabij het schrijn de bouw aangevat van een kapel van verzoening, eveneens een samenwerkingsproject tussen de beide geloofsovertuigingen.
In 2000 werd het feest van Onze Lieve Vrouw van Walsingham opnieuw ingesteld. Het feest wordt gevierd op 24 september.